# Křemenec (Konice)
Křemenec (německy Kremnitz) je vesnice, část města Konice v okrese Prostějov. Nachází se asi 2,5 km na jihovýchod od Konice. Prochází tudy železniční trať Prostějov - Chornice. V roce 2009 zde bylo evidováno 78 adres. V roce 2011 zde trvale žilo 121 obyvatel.
V Křemenci není obchod, ale nachází se tu malá knihovna.
Křemenec je také název katastrálního území o rozloze 1,64 km2.

## Historie

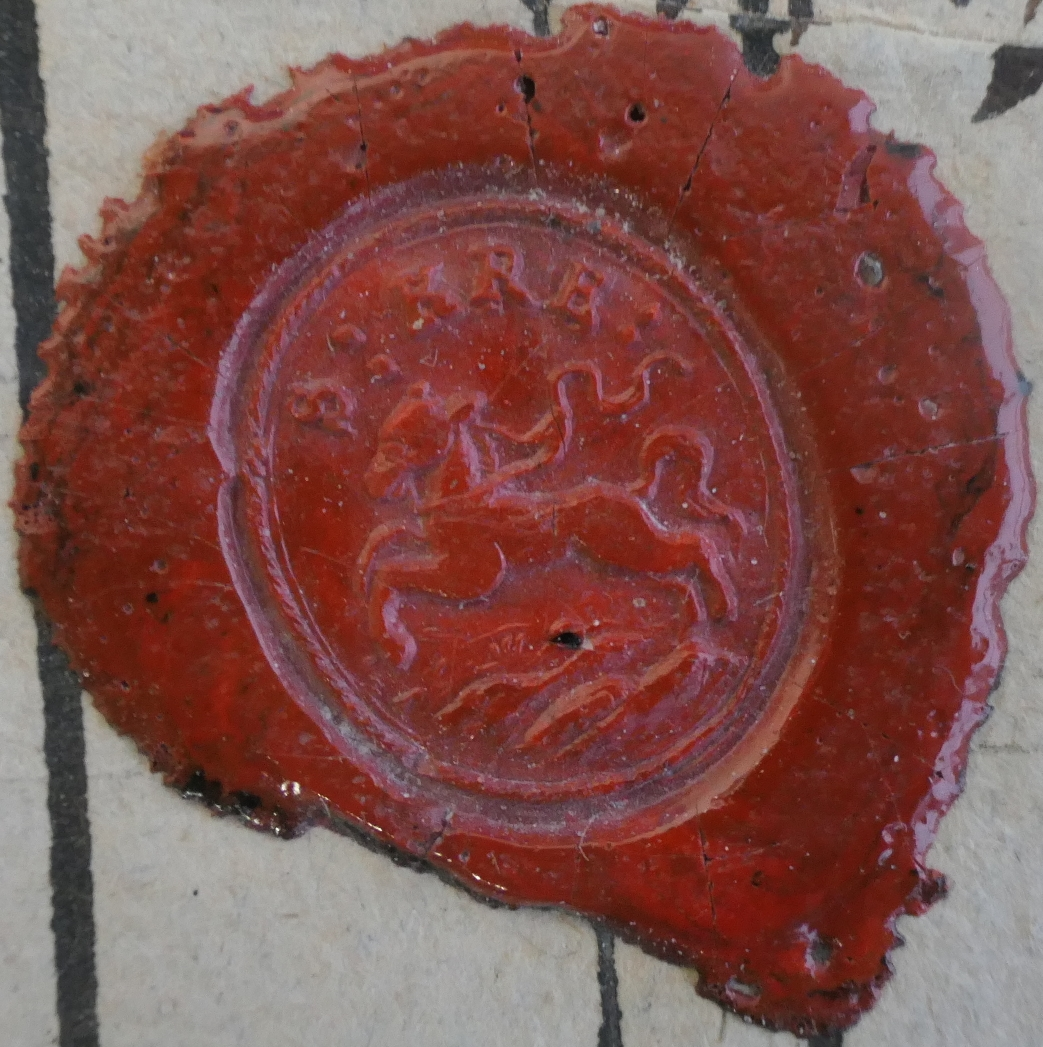
Historická pečeť vsi Křemenec na otisku z roku 1820

Z roku 1351 je první písemná zmínka o vesnici Křemenec, kterou vlastnili Jan a Adam z Konic. Součástí vesnice Křemenec byla i osada Veselá (německy Fröhlichsdorf).

## Obyvatelstvo

### Vývoj počtu obyvatel a domů[7]
| Místní části   | 1869 | 1880 | 1890 | 1900 | 1910 | 1921 | 1930 | 1950 | 1961 | 1970 | 1980 | 1991 | 2001 | 2011 |
| -------------- | ---- | ---- | ---- | ---- | ---- | ---- | ---- | ---- | ---- | ---- | ---- | ---- | ---- | ---- |
| Počet obyvatel | 340  | 325  | 321  | 293  | 300  | 272  | 260  | 198  | 204  | 189  | 137  | 142  | 132  | 121  |
| Počet domů     | 51   | 58   | 54   | 54   | 55   | 57   | 61   | 65   | 54   | 57   | 47   | 64   | 68   | 70   |

## Rodáci

### Křemenec
- Jaroslav Krejčí, předseda ústavního soudu v letech 1838–1939 a předseda protektorátní vlády v letech 1942–1945.

### Osada Veselá
- Antonín Štafa, národní buditel a v roce 1848 poslanec Zemského sněmu
- Petr Mucha, automobilový závodník

## Fotogalerie

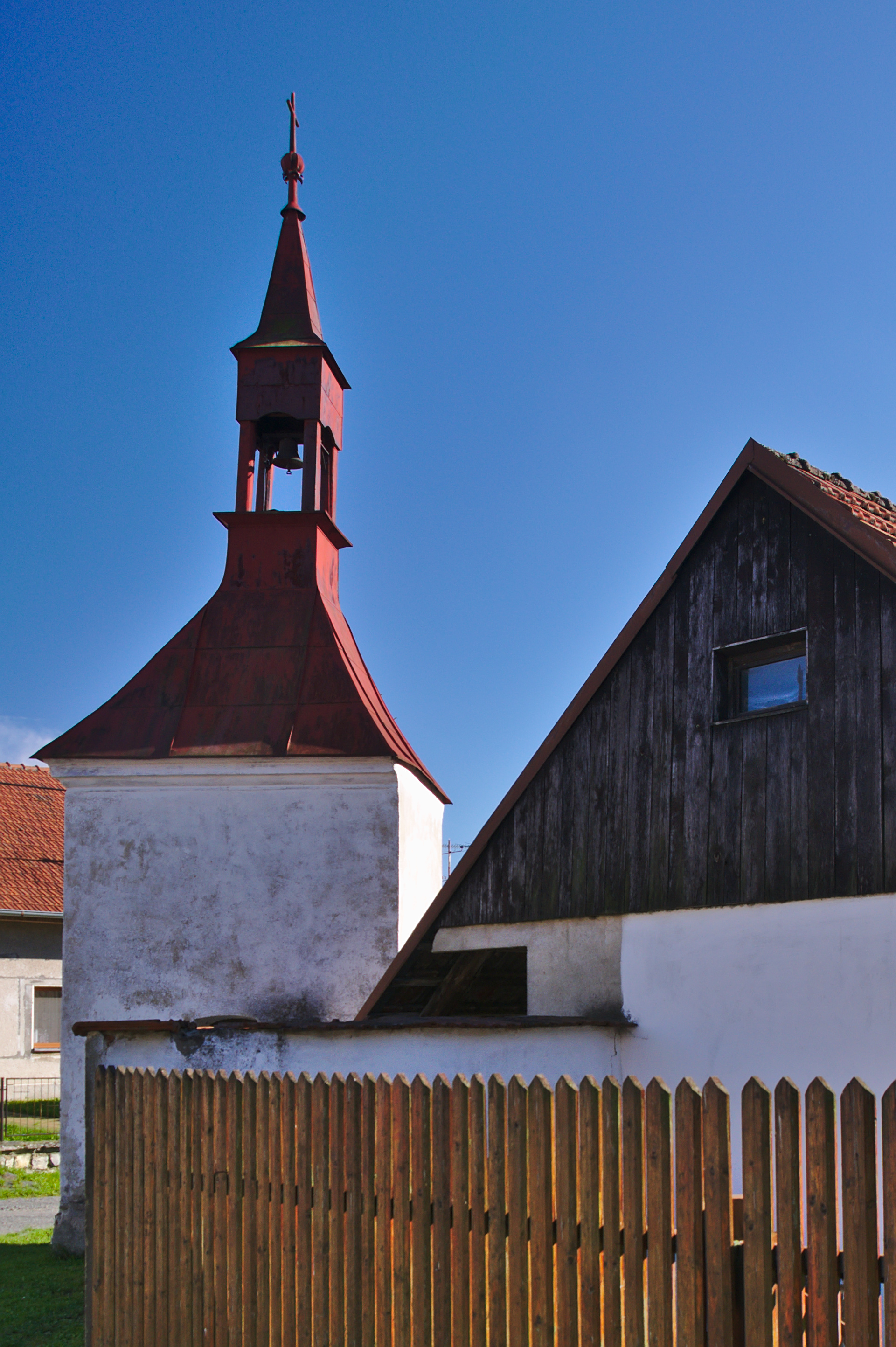
Zvonice
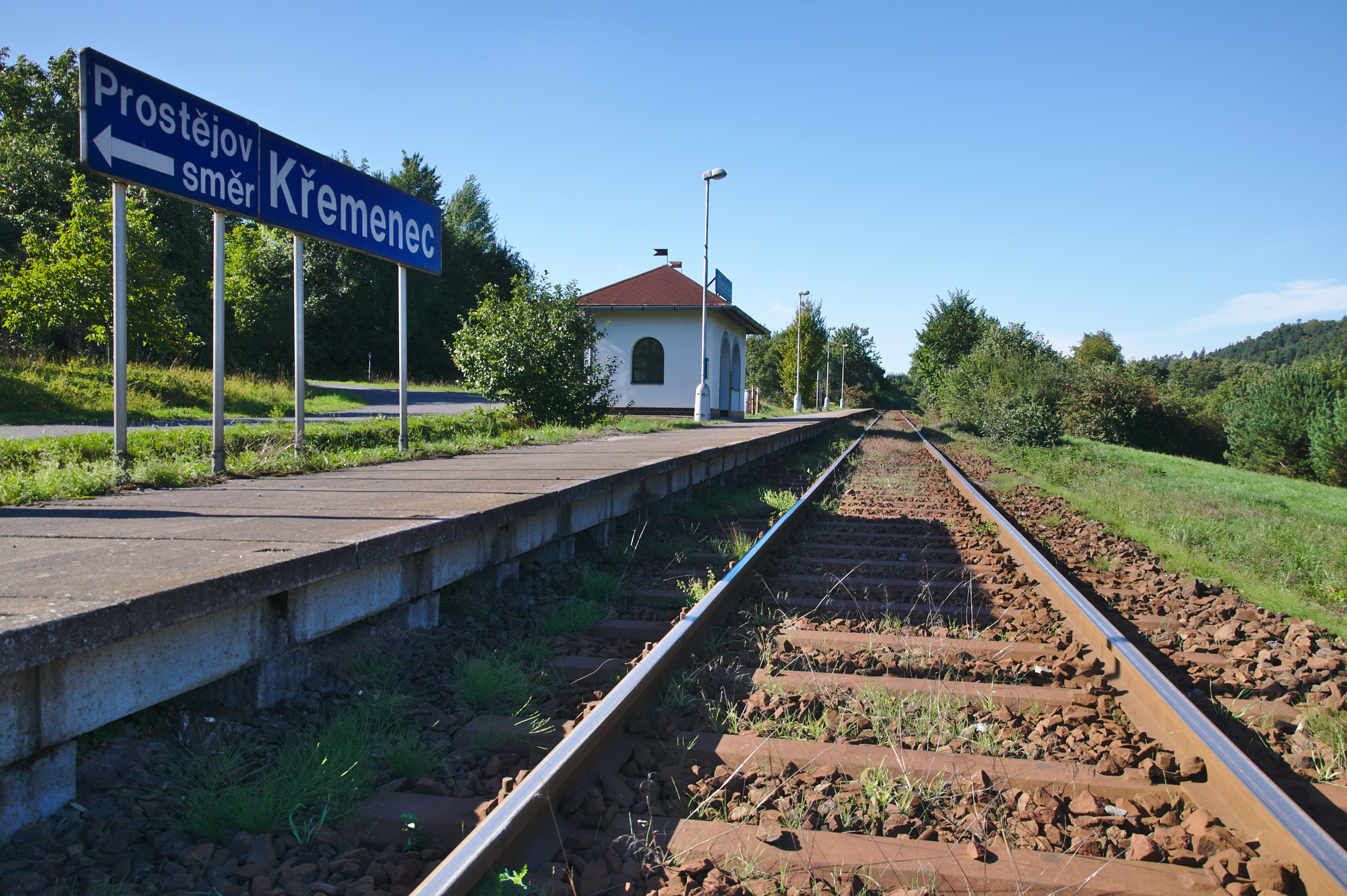
Železniční zastávka
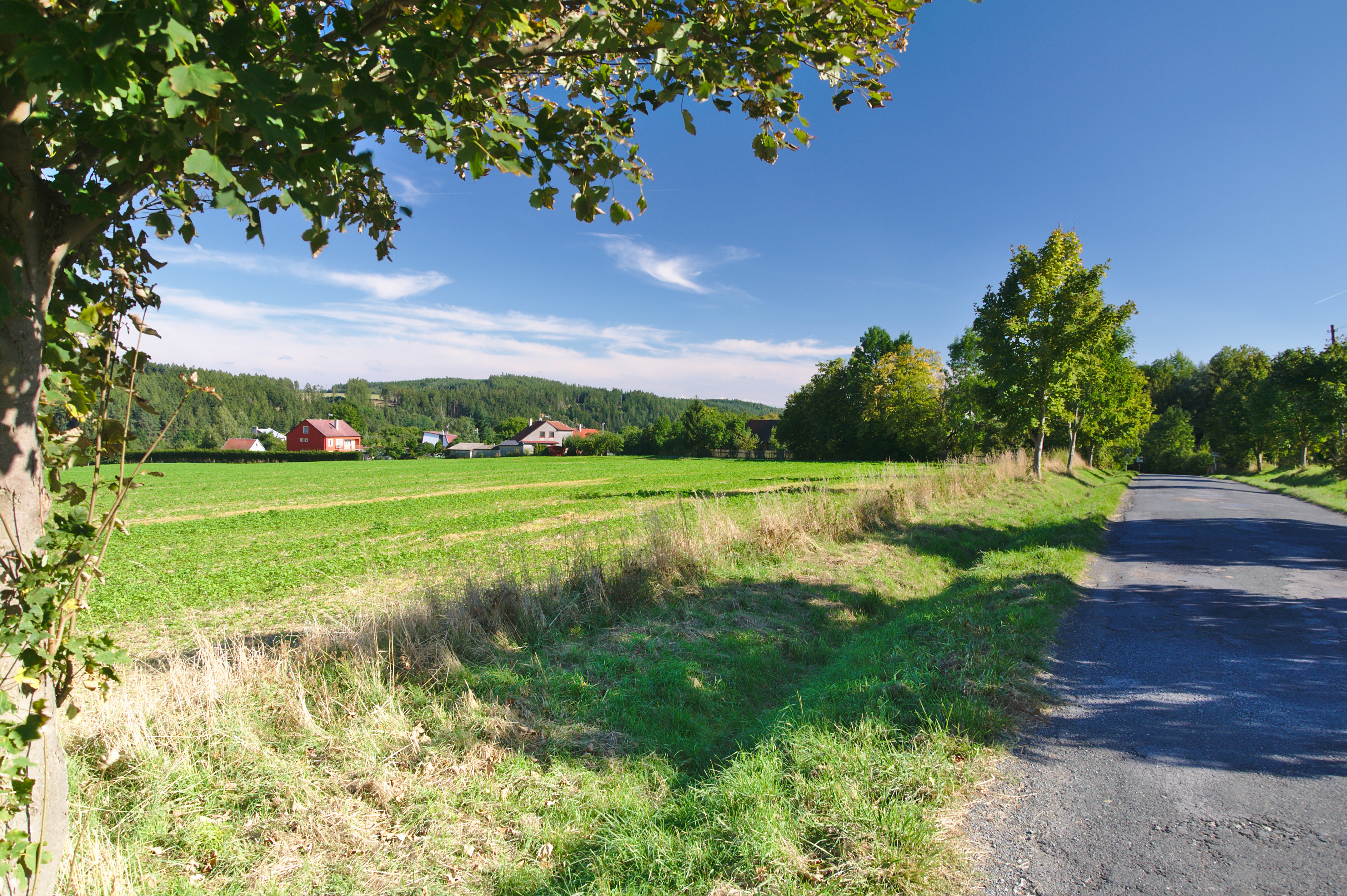
Pohled na obec od severu
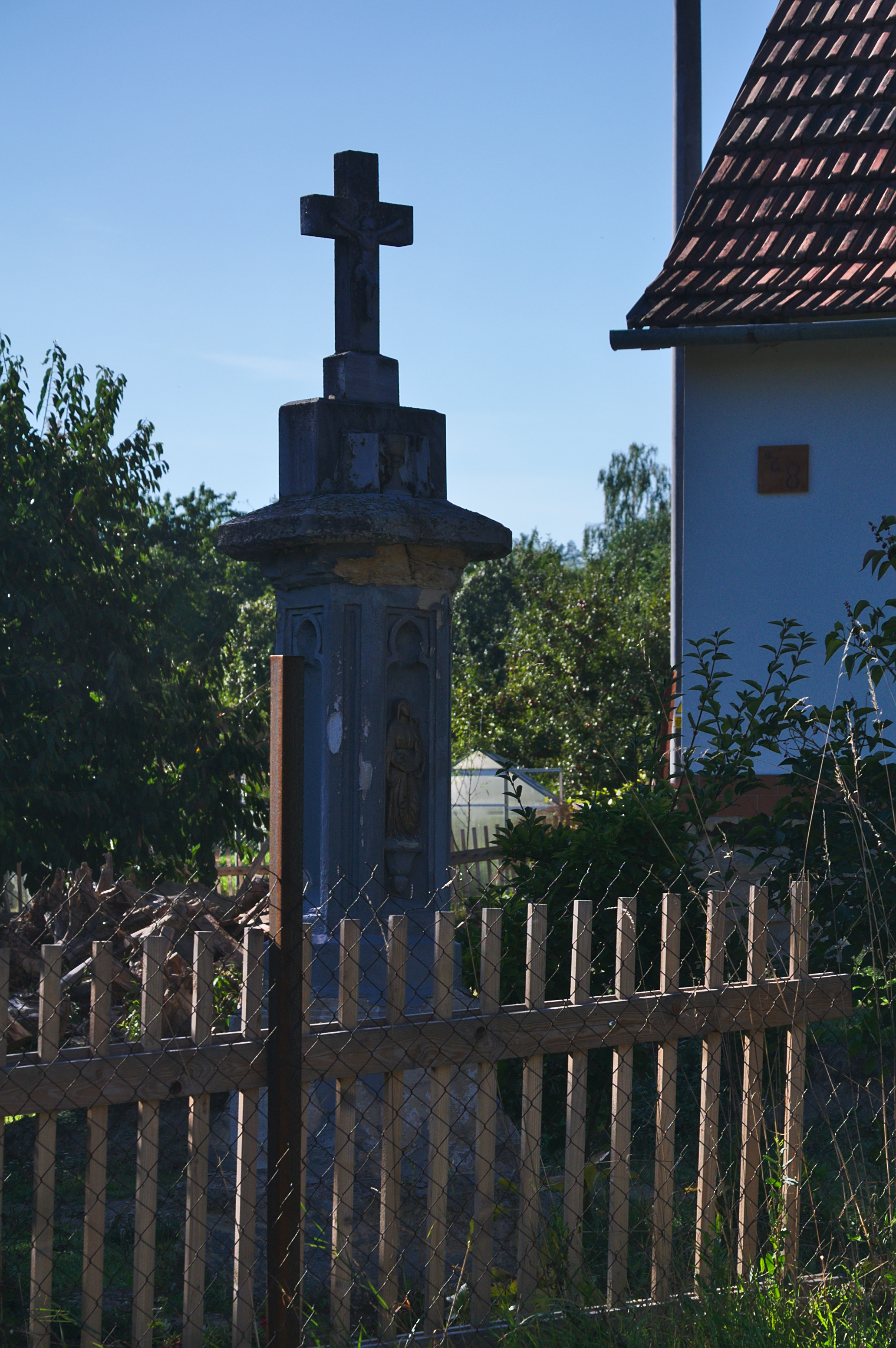
Kříž u silnice
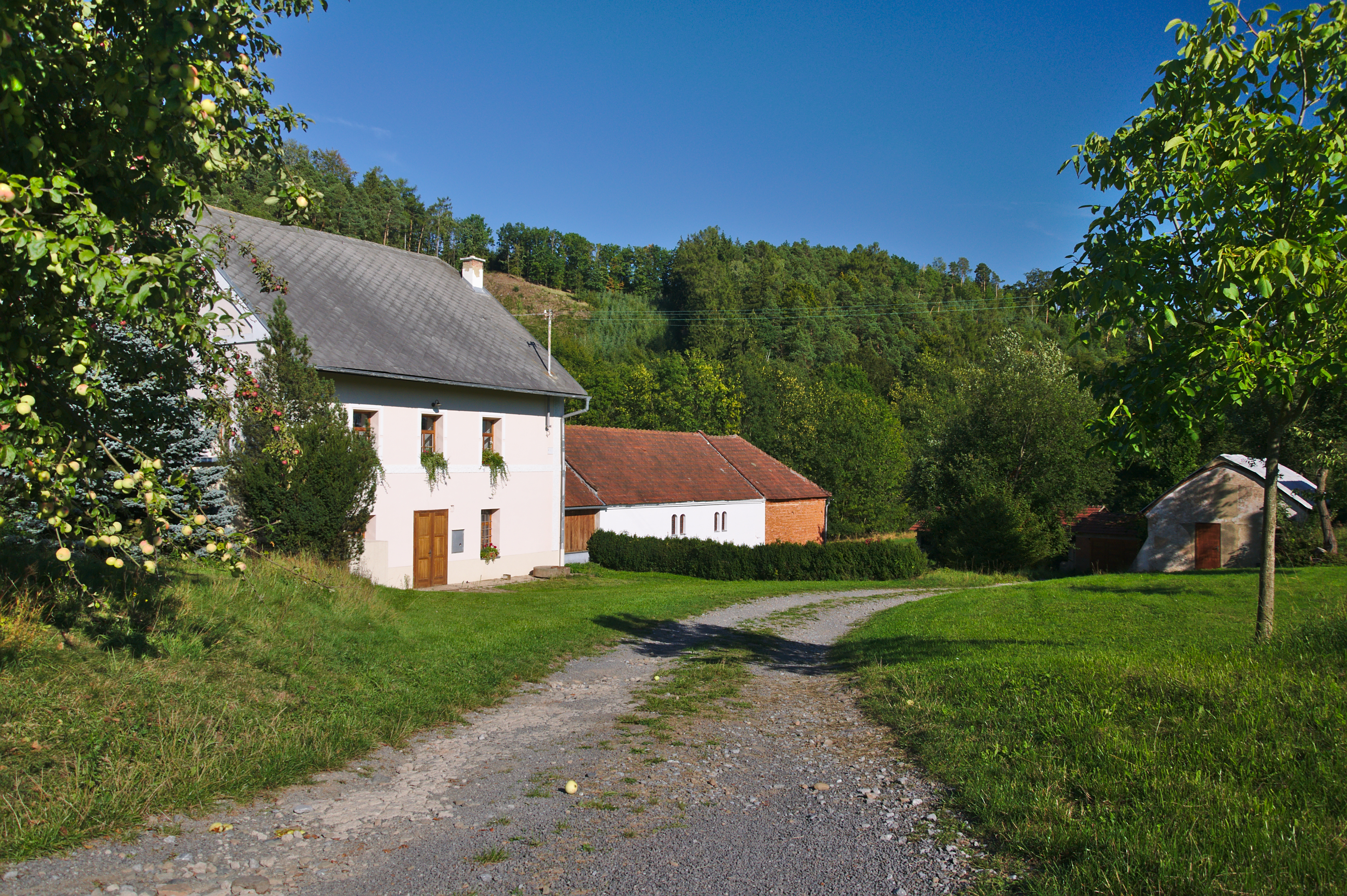
Mlýn Jílovec

## Symboly

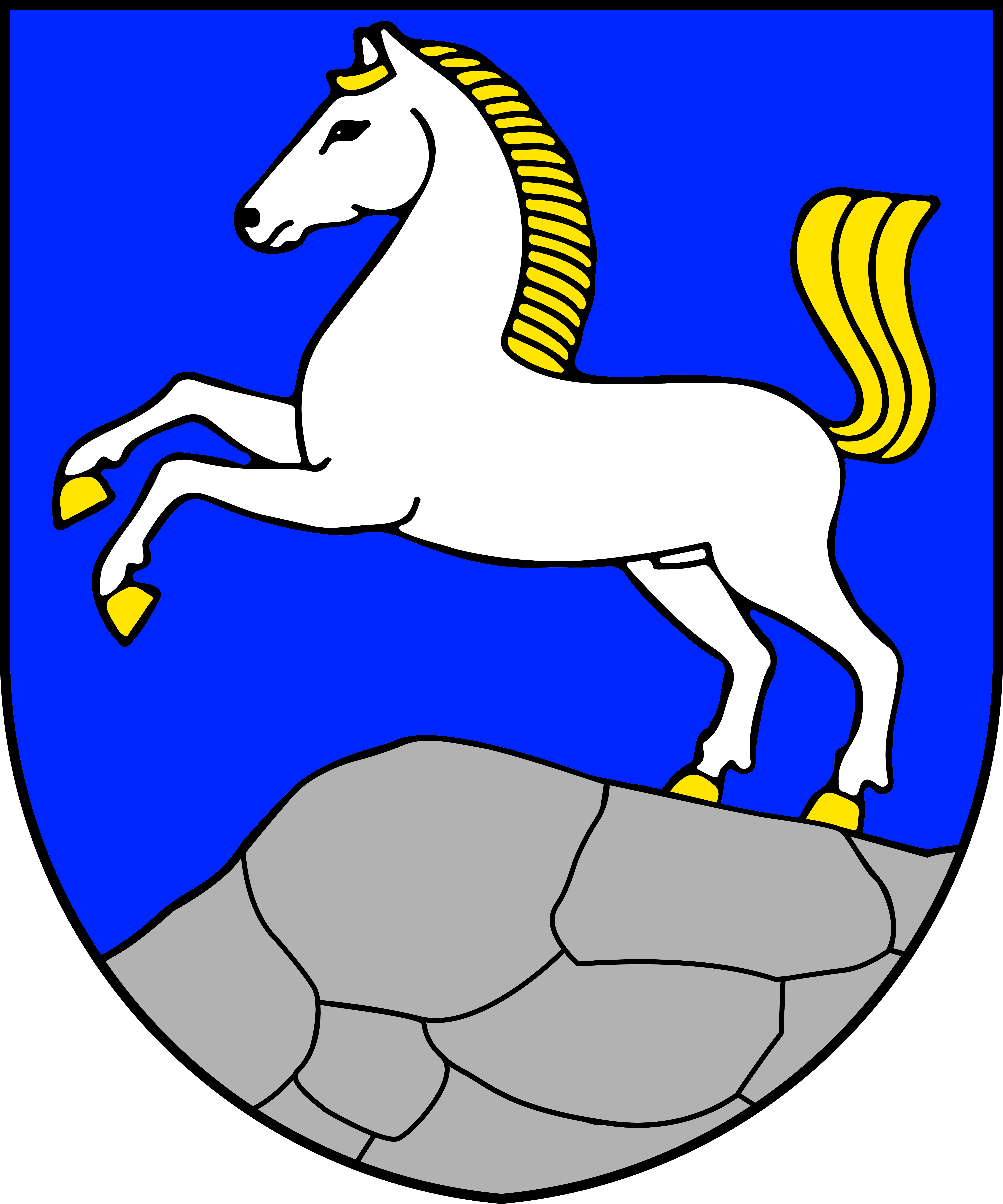
Znak
Vlajka